# GA Bunko
GA Bunko (GA文庫?) è un'etichetta editoriale giapponese appartenente alla SB Creative. L'azienda è stata fondata nel gennaio 2006 e produce light novel che mirano a un pubblico maschile adolescenziale o sulla ventina.

## Light novel pubblicate da GA Bunko

### 0–9
- 8 Girls Odyssey

### A
- Akitsushima
- Ar tonelico: Melody of Elemia

### B
- Black Magic
- Boku no Shion

### C
- Charlotte wa Glass no Kutsu no Yume wo miruka
- Clear Voice
- Crazy Kangaroo no Natsu & Crazy Flamingo no Aki

### D
- Demon's Summoner
- Die Nachtjäger

### E
- EX!

### F
- Furifuro

### G
- Gin no Te no Shiva: Hakase to Kotori
- Goblin Slayer

### H
- Haikyo Hotel e Yōkoso
- Hanamori
- Hanon: Kimi no Mezasu Ashita e
- Hauhau

### I
- I tormenti della vampira reclusa
- Isa to Yuki

### J
- Johnpei to Boku to
- Jōki Teikoku Sōdōki

### K
- Kamisama ga yōi shitekureta basho
- Kamunagi
- Karakuri-sō no Ijin tachi: Moshiku wa Saigawara-chō Kidan
- Koko wa Mahō Shōnen Ikusei Center
- Kuraki wa Ware wo ōu
- Kyokō no Senshi

### L
- Light novel no Tanoshii kakikata
- Lady General

### M
- Maid Deka
- Mal'ākh no Tane: Katayoku no Kioku
- MAPS: Shared world
- Metal Witch Sisters

### O
- Oto Maho
- Otonari no Mahō tsukai

### P
- Pochi no Winning shot

### Q
- Quintet!

### R
- Ryūō no oshigoto!

### S
- Saijaku muhai no Bahamut
- Sanada Jūyūki!
- Senjin Gaishi
- Senpūden: Rera-Siw
- Shaggy Dog
- Shamrock
- Shinkyoku Sōkai Polyphonica
- Sol Bright
- Surveillance Manual

### T
- Tenshi ga ochita Machi
- The Angel Next Door Spoils Me Rotten

### W
- War Generation: Hōkago Bōeitai

### Z
- Zoa Hunter